# Ignacio Zaragoza, Reforma
Ignacio Zaragoza är en ort i Mexiko.   Den ligger i kommunen Reforma och delstaten Chiapas, i den sydöstra delen av landet, 700 km öster om huvudstaden Mexico City. Ignacio Zaragoza ligger 24 meter över havet och antalet invånare är 408.
Terrängen runt Ignacio Zaragoza är platt. Runt Ignacio Zaragoza är det ganska tätbefolkat, med 70 invånare per kvadratkilometer. Närmaste större samhälle är El Carmen, 3,3 km nordost om Ignacio Zaragoza. Omgivningarna runt Ignacio Zaragoza är en mosaik av jordbruksmark och naturlig växtlighet.